# Quintus Anicius Faustus
Quintus Anicius Faustus (fl. 196-218) était un homme politique de l'Empire romain.

## Vie
Fils de Sextus Anicius Saturninus, noble d'Uzappa (El Ksour), et de sa femme Seia Maxima. Le nom de son père suggère une invocation romanisée de Baal, les dieux phénicien et carthaginois des cultures.
Il était légat d'Auguste propréteur de Numidie en 196-201, consul designé en 197, consul en 198, consul suffect en 198/199, consularis ou consul amplissimus en 201, consularis en 201, légat en Mésie supérieure autour de 203-209 et proconsul d'Asie en 217-218.
Il s'est marié avec Sergia Paulla fille de Lucius Sergius Paullus (le dernier des six sénateurs d'Antioche de Pisidie). Ils furent les parents de Quintus Anicius Faustus Paulinus.